# クロスワードクイズ・Theエイリアン
『メナード・クロスワードクイズ・Theエイリアン』（メナード・クロスワードクイズ・ジ・エイリアン）は、1981年2月1日から同年5月3日までテレビ朝日系列局で放送されていた朝日放送製作のクイズ番組。メナード化粧品の一社提供。放送時間は毎週日曜 19:00 - 19:30 （日本標準時）。

## 概要
『宇宙時代にふさわしいクロスワードクイズ、Theエイリアン』
『毎週日曜夜7時、宇宙からの侵略が始まる』
（放送当時の番宣より）
桂文珍が初めて全国ネットでの司会を務めた番組で、その名の通りクロスワードパズル形式で進行していた。マスコットは番組オリジナルのロボットキャラクター「桂ロボ珍」（かつらロボちん）で、『巨泉のこんなモノいらない!?』（日本テレビ）のマスコットロボット「ロボ巨ン」と同じく、映画『スター・ウォーズ』のR2-D2をモチーフにしていた。

## ルール
出場者は、一般視聴者の男性・女性がそれぞれ3名。また、解答席は画面向かって左から赤→黄→青となっており、さらに各解答席とも上下2段構成となっていて、上段の解答者は「エイリアン」と呼ばれる。
- 前半戦は、下段解答席に女性解答者、上段解答席に男性解答者が座る。そしてロボ珍のルーレット（ロボ珍の目の位置にある）で最初の解答席を決める。
- 35マス（縦5×横7）のクロスワードボードに、縦横合わせて10のワードが映し出され、まず下段解答者は「縦の○○」「横の××」の様にワードを指定。出題者のヒントから連想して、ワードを答える（出題者は「○○○○と言えば」と言う）。制限時間内に答えられたら、ワードの文字数（マス目の数）×1,000点獲得。そして続けてワードを選ぶことができる。さらにワードの中に赤色のマスがあれば、獲得得点が2倍となり、その文字はクロスワードボードの上にあるキーワードボード（7マス）に、発生順に左から順に置かれる。
- もし時間内に下段解答者が答えられなかったら、上段解答者に解答権が移動。上段解答者が答えられたら、文字数×1,000点の他に、下段解答者の点数をそっくり奪うことができる。そして正解・否に限らず、次の解答席に選択権が移動する。
- 全部ワードが埋まったら、キーワードボードに映し出された7文字を並べ替えて得られるキーワードを早押しで答える。正解すると30,000点獲得。
- 後半戦は、下段解答席に男性、上段解答席に女性がそれぞれ移動。そして前半戦のキーワードを答えた解答者の居る解答席から開始する。後は前半戦と同じ。上段解答席のエイリアンに得点を奪われると取り返す手段がないため、後半戦にエイリアンとなる女性解答者の方が有利であった。出場者募集の告知でも「女性に有利なクイズ番組です」と明言していた。
- 最終的に6人のうち、一番点数の多い解答者が優勝。天井から大量の紙吹雪が降り、アメリカ・ハワイ旅行を獲得。なお、賞金は次の通り。
  - 1,000点以上100,000点未満→点数がそのまま賞金。
  - 100,000点以上150,000点未満→10万円
  - 150,000点以上→30万円

## ネット局
系列は放送当時のもの。
| 放送対象地域  | 放送局           | 系列                          | 備考        |
| ------------- | ---------------- | ----------------------------- | ----------- |
| 近畿広域圏    | 朝日放送         | テレビ朝日系列                | 制作局      |
| 関東広域圏    | テレビ朝日       | テレビ朝日系列                |             |
| 北海道        | 北海道テレビ     | テレビ朝日系列                |             |
| 宮城県        | 東日本放送       | テレビ朝日系列                |             |
| 山形県        | 山形放送         | 日本テレビ系列 テレビ朝日系列 | [ 1 ] [ 2 ] |
| 静岡県        | 静岡朝日テレビ   | テレビ朝日系列                | [ 3 ]       |
| 中京広域圏    | 名古屋テレビ     | テレビ朝日系列                |             |
| 広島県        | 広島ホームテレビ | テレビ朝日系列                |             |
| 香川県 岡山県 | 瀬戸内海放送     | テレビ朝日系列                |             |
| 福岡県        | 九州朝日放送     | テレビ朝日系列                |             |